# تل بهرویه
تل بهرویه مربوط به دوران‌های تاریخی پس از اسلام است و در شهرستان لامرد، بخش علامرودشت، شهر علامرودشت واقع شده است.